# Saint-Rimay
Saint-Rimay là một xã thuộc tỉnh Loir-et-Cher miền trung nước Pháp.